# Noma (Krankheit)
Noma oder Wangenbrand (auch: gangränöse Stomatitis, Stomatitis gangraenosa, Cancrum oris und Wasserkrebs) ist eine schwere bakterielle Erkrankung, die sich auf der Mundschleimhaut entwickelt und von dort ausgehend andere Weich- und Knochenteile des Gesichts zerfrisst. Nach Schätzungen der WHO sterben jährlich zwischen 80.000 und 90.000 Kinder an dieser Krankheit. Wegen der Besonderheit dieser Krankheit gibt es bis heute keine gesicherten Erhebungen. In der Demokratischen Republik Kongo (mit rund 72 Mio. Einwohnern) z. B. gibt es noch überhaupt keine Ermittlungen zur Prävalenz.
Die Initiative Nachrichtenaufklärung bezeichnete Noma aufgrund des weitgehenden Nichtvorkommens in deutschen Medien als eine der vergessenen Nachrichten des Jahres 2024.

## Ursachen

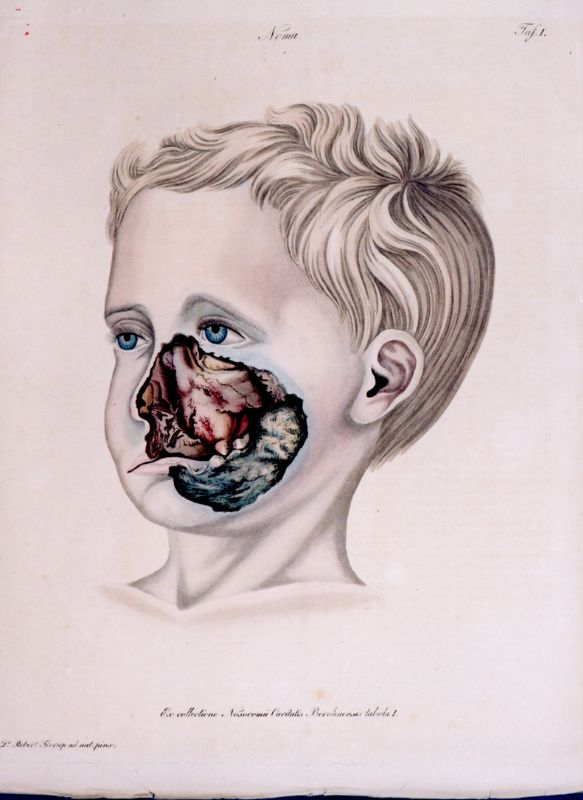
Noma (Zeichnung von Robert Froriep) 1836

Noma befällt in der Regel Kinder in Entwicklungsländern, bei denen das Immunsystem durch Unterernährung, Vorerkrankungen (z. B. Masern, Mumps, Röteln, Meningitis) und/oder mangelnde (Mund-)Hygiene bereits geschwächt ist. Vorstufe der zu 70 bis 90 % tödlichen Erkrankung ist eine Nekrotisierende Ulzerierende Gingivitis (NUG). In Niger werden gemäß Schätzungen auf 100.000 Einwohner etwa 14 Erkrankte gezählt. Auch in den Konzentrationslagern des Dritten Reichs oder in russischen Kriegsgefangenenlagern kam es immer wieder zu Krankheitsfällen.
Ausgelöst wird die Krankheit durch Bakterien wie Fusobakterium, Spirochäten, Borrelien, Pseudomonaden und Enterokokken.
Meist betroffen sind Kinder unter sechs Jahren. Diese Altersspanne entspricht dem Zeitraum zwischen der Muttermilchentwöhnung und dem Durchstoßen der Zähne. Mit der Muttermilchentwöhnung wird die mütterliche Immunabdeckung eingestellt und die gerade beim Gebisswechsel so dringend benötigte sichere Versorgung unterbrochen. Die Kinder werden gezwungen, ab diesem Zeitpunkt an den gemeinsamen Mahlzeiten teilzunehmen.
Die für Noma anfällige Zielgruppe jedoch ist in den ökonomisch schwachen bis vollkommen verarmten Familien zu finden, in denen regelmäßige Mahlzeiten nicht üblich sind bzw. nicht genügend Nahrung vorhanden ist (wie zum Beispiel in Entwicklungsländern). Durch den lang anhaltenden Hunger bzw. die Fehl- oder Unterernährung (beispielsweise Eiweißmangel) wird das Immunsystem geschwächt. Besonders auffällig sind hier der Mangel an Eiweißen, Vitaminen und Elektrolyten.
Wenn auch bei Noma fast immer die Rede von Kindern ist, so ist dies nicht ausschließlich der Fall. Die beschriebenen Noma fördernden Ursachen gelten auch für Erwachsene, nur kommt es nicht so häufig vor, da das Immunsystem durch das fortgeschrittene Lebensalter meist etwas kräftiger ausgestattet ist, im Gegensatz zur Muttermilchentwöhnungsphase. Hier spielen andere, aber ähnliche Faktoren mit: die Kombination aus der Lebenssituation (z. B. Stress, Krieg, Verlust des Ernährers), vorhergehende Infektionskrankheiten, Mangelernährung und mangelhafte hygienische Verhältnisse.

## Beschwerden und Symptome
Noma ist eine durch Unter- oder Mangelernährung und eine dadurch bedingte Schwächung des Immunsystems hervorgerufene bakterielle Erkrankung, die zur Zerstörung von Mundschleimhaut, Gesicht und Knochen führt. Bakterien und Keime der Mundflora können von einem stark geschwächten Immunsystem nicht mehr in Schach gehalten werden, und die Mundflora gerät außer Kontrolle.
Es werden vier Stadien unterschieden:

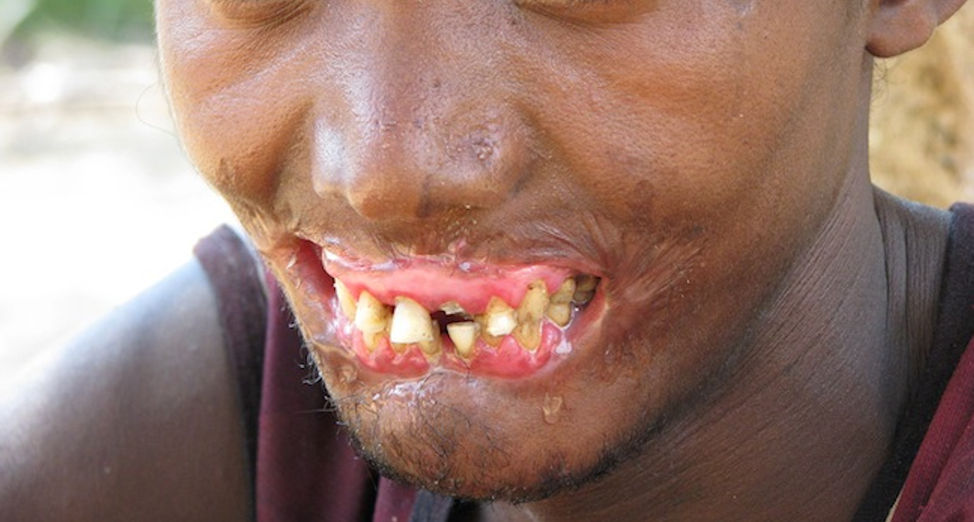
Ein an Noma erkrankter Mann

Stufe 1: Zahnfleischbluten und Mundgeruch. Rotbläulicher, harter Knoten auf der Mundschleimhaut, der sich entzündet und über Mundschleimhaut, Wange und Lippen ausbreitet.
Stufe 2: Die entzündeten Teile des Gesichts schwellen an. Der betroffene Bereich wird dick und hart. Fieber und Schmerzen treten auf. An den betroffenen Stellen bildet sich Eiter, und der Geruch wird unerträglich.
Stufe 3: Die Schwellung entwickelt sich zur Gewebezersetzung. Der betroffene Bereich bildet sich zu einer schwarzen Zone, die mit einer weißlichen Linie umrandet wird, die den nächsten Gewebeverlust anzeigt. Diese Phase wird von Fieber, Durchfällen und der Verschlechterung des Allgemeinzustandes begleitet.
Stufe 4: Dies ist die Hauptphase des Noma. Der Allgemeinzustand des Kranken hat sich sehr verschlechtert. Der Gewebeverlust hat Lippe, Wange, knöcherne Augenhöhle, manchmal sogar alle Gesichtsteile zusammen befallen. Der Tod tritt bei unbehandelten Opfern durch Nekrose, Blutvergiftung, Lungenentzündung oder blutigen Durchfall ein.
Die Folgen von Noma können verheerend sein.
Noma führt zu Verstümmelungen durch Narben, die den Menschen sein ganzes Leben lang belasten und behindern. Dies führt oftmals zu sozialer Ausgrenzung aus der Dorfgemeinschaft, zur Verstoßung und Verwaisung der Kinder, die häufig auch vom Spiel mit anderen Kindern ausgeschlossen sind. Kinder mit Noma stehen nicht auf der Straße und melden sich meist nicht von selbst im Krankenhaus, sondern leben „versteckt“ aus Angst vor Diskriminierung, indem sie von ihren Müttern oder sonstigen Angehörigen versteckt werden.
Noma steht seit dem 15. Dezember 2023 auf der offiziellen Liste der vernachlässigten Tropenerkrankungen (NTDs – Neglected Tropical Diseases) der WHO.

## Behandlung
Stufe 1:
In dieser Phase genügen für die Behandlung lokale antiseptische Mundspülungen, eine Nahrungsverbesserung bzw. -umstellung, insbesondere die Zufuhr von Vitaminen und Proteinen.
Stufe 2:
Diese Phase zwingt zur Behandlung: Abstrichentnahme zur Bestimmung der vorliegenden Bakterienansammlung, Behandlung mit Antibiotika-Kombipräparat sowie Beibehaltung der Mundspülungen (Metronidazol und Chlorhexidin).
Stufe 3:
Diese Phase macht die unverzügliche Noternährung erforderlich, die Zufuhr von Flüssigkeit und die Ausgleichung des Elektrolythaushalts. Auch in dieser Phase ist Noma noch durch den gezielten Einsatz von Antibiotika (in der Verbindung mit Ernährungsverbesserung) zu kontrollieren. Für die Behandlung der Noma ist diese Stufe ausschlaggebend und sehr gefährlich, da die erforderlichen Medikamente in Entwicklungsländern oft fehlen. Die dringend erforderliche Einlieferung ins Krankenhaus kann wegen fehlender oder unzugänglicher Straßen meist nicht gewährleistet werden, so dass eine Notbehandlung oft zu spät kommt.
In der Folge löst sich der Tumor vom Gesichtsknochen, manchmal auch der Knochen selbst.
Stufe 4:
In dieser Stufe ist die Todesrate sehr hoch. Je früher erkrankte Kinder entdeckt und behandelt werden können, desto besser sind die Erfolgschancen, sie vor dem Tod zu retten. Die Kinder sterben primär an Blutvergiftung. Nach erfolgreicher Behandlung setzt die Narbenbildung ein. Bedingt durch die Schrumpfung der Weich- und Knochenteile führt diese in den meisten Fällen zur Kieferklemme, so dass dann die anschließende orale Ernährung ausgeschlossen ist. Die nicht vorher an Blutvergiftung verstorbenen Kinder ereilt der Tod dann durch Verhungern und Verdursten. Eine weitere Gefahrensituation entsteht bei Erbrechen der Kinder, da die Gefahr besteht, an dem Erbrochenen zu ersticken.

## Folgen und Komplikationen
- Zerstörung von Körpergewebe im Bereich des Gesichts und der Mundschleimhaut, dadurch Schwierigkeiten beim Essen, Trinken, Sprechen und Atmen
- Fieber
- Schmerzen
- Verschlechterung des Allgemeinzustandes
- Narben im Gesicht, dadurch starke Beeinträchtigung des Aussehens
- Blutvergiftung, die zum Tod führen kann

Die Betroffenen leiden nicht nur an körperlichen Symptomen, sondern auch an psychischen und sozialen Problemen, beispielsweise:
- Starke Beeinträchtigung des Aussehens durch die Narben
- Diskriminierung aufgrund der Entstellungen
- Soziale Isolation und Einsamkeit
- Kinder mit Noma werden teilweise von ihren Familien regelrecht verstoßen und verwaisen; dadurch ist Verwahrlosung möglich.